# Phyllachora himalayana
Phyllachora himalayana är en svampart som först beskrevs av Padwick, och fick sitt nu gällande namn av Kamat, Seshadri & A. Pande 1978. Phyllachora himalayana ingår i släktet Phyllachora och familjen Phyllachoraceae.   Inga underarter finns listade i Catalogue of Life.